# Superlópez (revista)
Superlópez es el nombre de dos revistas de historietas cuya cabecera era la del personaje homónimo de JAN. La primera de las revistas se publicó mensualmente de marzo a mayo de 1985 por la editorial Bruguera y consta de sólo  tres números. La segunda se publicó por Ediciones B primero quincenalmente desde 1987 hasta noviembre de 1988 (nº 41) y luego mensualmente hasta su desaparición en febrero de 1990 (nº 55)

## Primera etapa: 1985
La primera revista mensual fue dirigida por Armando Matías Guiu donde se empezó a serializar la historieta La gran superproducción que quedó por un tiempo inconclusa debido al cierre de la revista y a la quiebra de la editorial

| Números | Fecha       | Título                              | Historieta de "continuará" | Autoría                 | Procedencia             |
| ------- | ----------- | ----------------------------------- | -------------------------- | ----------------------- | ----------------------- |
| 1-3     | 03/-05/1985 | Superlópez                          | La gran superproducción    | Jan                     |                         |
| 1-3     | 03/-05/1985 | Carpanta                            |                            | Escobar                 | Reedición de Pulgarcito |
| 1       | 03/1985     | Cosmic Connection                   |                            | Bom/Walli               | Tintín                  |
| 1-2     | 03/-04/1985 | Trotamundo                          |                            | Francisco Serrano/Íñigo |                         |
| 1       | 03/1985     | Don Pelmazo                         |                            | Raf                     |                         |
| 1-3     | 03/-05/1985 | Ian Kalédine                        |                            | Jean-Luc Vernal/Ferry   | Tintín                  |
| 1       | 03/1985     | Valeriano Biela                     |                            | Redondo                 |                         |
| 1-3     | 03/-05/1985 | La Tribu terrible                   |                            | Gordon Bess             |                         |
| 2       | 04/1985     | Radio Mogollón                      |                            | Miguel                  |                         |
| 2       | 04/1985     | Cuando el invierno surque tu rostro |                            | José Ortiz              |                         |
| 2       | 04/1985     | Cromañón                            |                            | Bara                    | "Tintín"                |
| 3       | 05/1985     | La abuelita Paz                     |                            | Vázquez                 |                         |
| 3       | 05/1985     | Anacleto, agente secreto            |                            | Vázquez                 |                         |
| 3       | 05/1985     | La hora del té                      |                            |                         |                         |

## Segunda etapa: 1987-1990
La quiebra de Bruguera obligó a JAN a detener la creación de nuevas aventuras del superhéroe hasta 1987, cuando Ediciones B asume finalmente los fondos y licencias de Bruguera, y con ello los derechos de Superlópez. Al mismo tiempo, la nueva editorial creó otra publicación con la cabecera Superlópez que se mantiene durante 4 años.
En esta segunda etapa la revista después del índice empezaba con un artículo de JAN de dos páginas explicando alguna curiosidad habitualmente relacionada con la historieta de Superlópez que venía a continuación. La revista ofrecía un contenido variado, de historietistas españoles y franco-belgas:
| Números | Fecha | Título                   | Autoría        | Procedencia  |
| ------- | ----- | ------------------------ | -------------- | ------------ |
|         |       | Cocogramaramis           | Ramis          |              |
|         |       | Doctor Burillo           | Ramis          |              |
|         |       | Island of Tokame Rock    | Ramis          |              |
|         |       | Lulú                     | Frank Margerin | Franco-belga |
|         |       |                          | Gotlib         | Franco-belga |
|         |       | Ran Tan Plan             | Morris         | Franco-belga |
|         |       | Mi rollo en la disco     | Ramis          |              |
|         |       | Todos estamos superlocos | March          |              |
|         |       |                          | Vázquez        |              |